# Nadia Guerfi
Nadia Guerfi, (en arabe نادية ڨرفي), née le 12 avril 1983 à Guelma (Algérie), elle est une chanteuse algérienne de Chaoui.

## Discographie
- Ya aini nouhi 2021 (Single)[6]
- Ghir ntaya 2021 (Single)[7]
- Sabaa ayam 2021 (Single)[8]
- Lil ya lil 2016 (Album)[9]